# Józef Kwaciszewski
Józef Kwaciszewski (ur. 11 stycznia 1890 w Białobrzegach, zm. 30 marca 1958 w Krośnie) – generał brygady Wojska Polskiego, kawaler Orderu Virtuti Militari.

## Życiorys
Był współorganizatorem Związku Strzeleckiego w Białobrzegach w dzielnicy Krosna. Po przejściu większości Strzelców w ramach mobilizacji wraz z dowódcą krośnieńskiego oddziału do armii austriackiej w pierwszych dniach I wojny światowej, został dowódcą uzupełnionych resztek kompanii po złożeniu przysięgi o „obronie Ojczyzny do ostatniej kropli krwi” i otrzymaniu sztandaru.
16 września 1914 wyjechał z Krosna pociągiem wraz z kompanią do Krakowa i wszedł w skład II batalionu Legionów. 18 października 1914 pociągiem wyruszył z wojskiem na Węgry do Chustu. Od gen. Karola Durskiego w siedzibie Legionów w Königsfeld otrzymał nominację oficerską.
Od listopada 1918 w Wojsku Polskim. Był komendantem Centralnej Szkoły KM i Broni Specjalnej w Chełmnie, a 22 sierpnia 1922 roku został zatwierdzony na stanowisku dowódcy oddziałów szkolnych Centralnej Szkoły Strzelniczej w Toruniu. 22 grudnia 1925 roku został przeniesiony do 35 pułku piechoty w Brześciu na stanowisko dowódcy pułku. 26 kwietnia 1928 został mianowany dowódcą piechoty dywizyjnej 18 Dywizji Piechoty w Łomży z jednoczesnym przeniesieniem macierzyście do kadry oficerów piechoty. W 1936 objął dowództwo 19 Dywizji Piechoty w Wilnie.
W kampanii wrześniowej dowodził 19 Dywizją Piechoty w składzie Armii „Prusy”. W czasie bitwy pod Piotrkowem 6 września 1939 dostał się do niewoli niemieckiej.

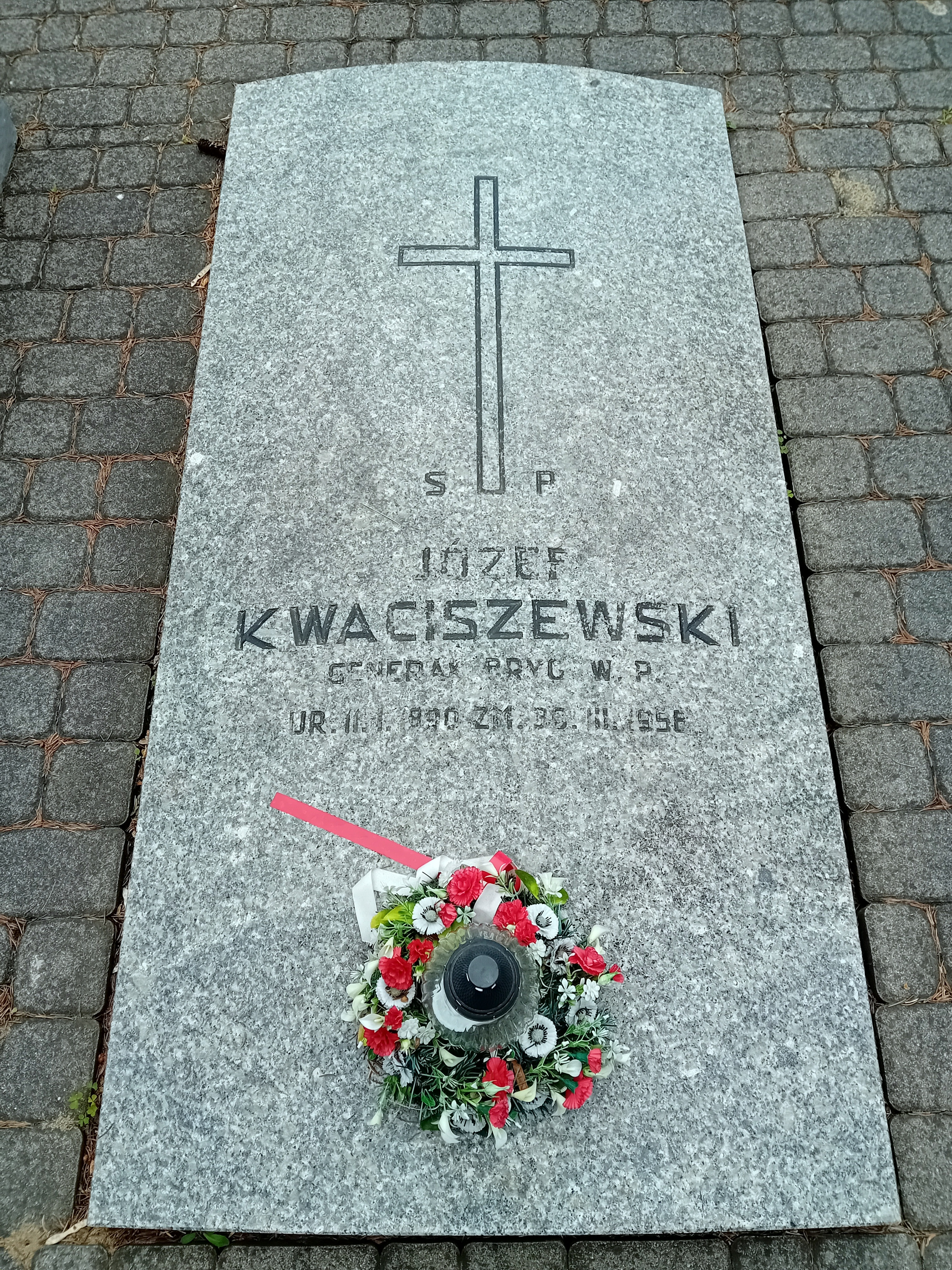
Nagrobek Józefa Kwaciszewskiego

Po wyzwoleniu wrócił do kraju. Pracował w Warszawie. W dniu 30 marca 1958 wracając pociągiem z sanatorium w Zakopanem, do rodziny w Krośnie, zmarł nagle na serce. Został pochowany w żołnierskiej kwaterze na Cmentarzu Komunalnym w Krośnie (sektor C1-1-18).

## Awanse
- chorąży – 1914
- podporucznik – 1916
- porucznik – 1916
- kapitan – 1918
- podpułkownik – 1920
- pułkownik – 1 grudnia 1924 ze starszeństwem z dniem 15 sierpnia 1924 i 40. lokatą w korpusie oficerów piechoty
- generał brygady – ze starszeństwem z dniem 19 marca 1938

## Ordery i odznaczenia
- Krzyż Srebrny Orderu Wojskowego Virtuti Militari nr 7339
- Krzyż Niepodległości (12 maja 1931)[5]
- Krzyż Oficerski Orderu Odrodzenia Polski (11 listopada 1934)[6][7]
- Krzyż Walecznych (czterokrotnie, po raz pierwszy w 1921)[8]
- Złoty Krzyż Zasługi (10 listopada 1928)[9]
- Odznaka „Za wierną służbę”[10]
- Medal Zwycięstwa (Médaille Interalliée) (zezwolenie Naczelnika Państwa w 1921)[11]